# Pedro Oswaldo Nastri
Pedro Nastri (São Paulo, 29 de junho de 1956) é um jornalista, historiador e escritor brasileiro, Membro da cadeira nº 8 da Academia Contemporânea de Letras

## Biografia
Pedro Oswaldo Nastri ou, simplesmente Pedro Nastri, é jornalista,cronista e escritor, brasileiro, casado com Patricia Altafini, filha do ex centro avante da Seleção Brasileira Campeã Mundial em 1958, José Altafini (Mazzola) e, profundo conhecedor da história da cidade de São Paulo e, em especial, ao bairro do Brás. Seus artigos e histórias estão publicados nos jornais O Estado de S. Paulo e Folha de S.Paulo, além dos sites www.vivasp.com e saopaulominhacidade.com.br
Nascido à 29 de junho de 1956, no bairro do Brás cursou o Grupo Escolar "Eduardo Prado" por volta de 1964.
Fez o ginásio e colégio, hoje equivalente ao ensino médio, no Colégio Anne Frank e mais tarde ingressou no Colégio Equipe Vestibulares, onde participou ativamente dos movimentos estudantis, na época da ditadura militar, confeccionando jornais clandestinos que seriam distribuidos em escolas e cursinhos.
Preso em 1975 pelo Grupo de Repressão, foi conduzido ao DOPS para averiguação de subversão. Logo após passar por uma revista do então delegado Dulcídio Wanderley Boschilia, que mais tarde viria a ser o tão polêmico arbitro de futebol, foi dispensado na condição de não mais fazer parte destes grupos ditos "agitadores".
Preso em 22 de setembro de 1977, por participar
do ato de refundação da UNE na PUC Pontifícia Universidade Católica, onde quase 3 mil policiais civis e militares comandados pelo então Secretário de Segurança Pública Coronel Erasmo Dias, reprimiram as manifestações do estudantes ali reunidos. Muitos saíram queimados devido ao uso de bombas de fósforo. Cerca de 1.100 estudantes foram presos.
Mais uma vez, conduzido ao DOPS, prestou novo depoimento e, após ser agredido por policiais, fora novamente dispensado, sendo que por alguns anos teve de comparecer àquele local, para assinar ficha de boa conduta.
A ação descabida e desproporcional da repressão levou a indignação às ruas. A sociedade clamava o fim da ditadura e não se omitiu diante da selvageria na PUC. No dia seguinte, houve uma reação grande nas universidades e passeatas. Os presos que foram enquadrados na Lei de Segurança Nacional acabaram sendo soltos no dia 23, diante das inúmeras manifestações que pipocaram pelo país inteiro.

## Carreira
Pedro Nastri participou, também, do movimento poético na época do "Grupo Poetasia", no início dos anos 80, grupo este que lançou, do alto de alguns prédios da Avenida Paulista, a chuva de poesias.Colaborou na confecção do Jornal Lira Paulistana, marco da revolução cultural daquela época e que tinha sua redação em um porão da Rua Teodoro Sampaio, além de funcionar como um teatro, abrigando shows com artistas de vanguarda; Com o "Micro Jornal", publicação irreverente que era vendido em cafés; Shopping News, City News e Jornal da Semana, publicações de propriedade do DCI - Diário do Comércio e Industria, ainda localizado na Rua Almeida Lima; ““Folha de Esportes””, o primeiro jornal de esportes amador, distribuído gratuitamente na Capital de São Paulo.
Trabalhou, também, nos seguintes veículos de comunicação: Notícias Populares, Folha da Tarde, Jornal Gazeta Esportiva, Popular da Tarde, Rádio Trianon, bem como uma breve passagem pela TV Gazeta, no programa Mário Ferraz  em 1979 a 1980, o primeiro programa da tv brasileira destinado ao mundo pet.
Escreveu algumas peças teatrais, que foram encenadas em auditórios confinados; além de participar e organizar grupos de jovens em paróquias católicas com o propósito de organizar os movimentos estudantis.
Hoje, além de atuar na área jornalística,  exerce o cargo de Diretor Cultural da “”A.P.I”” Associação Paulista de Imprensa..

## Artigos Publicados
- http://www.vivasp.com/busca.asp?qry=pedro%20nastri&pag=1
- http://www.saopaulominhacidade.com.br/historias.asp?ID=0&autor=Pedro%20Nastri
- http://abraji.wiki.zoho.com/Jornalistas.html
- http://pt.shvoong.com/writers/pedronastri/page-2/
- http://pt.shvoong.com/writers/pedronastri/
- http://www.shvoong.com/tags/pedronastri/
- http://www.api.org.br/
- http://pt.scribd.com/pedronastri
- http://www.brasilwiki.com.br/noticia.php?id_noticia=39353

## Obras publicadas
- 50 Anos da Faculdade de Direito de São Bernardo do Campo, em um volume, 2014.
- 1000 histórias da cidade de São Paulo, SPTuris - Prefeitura da Cidade de São Paulo, 2006
- Memórias Paulistanas, Imprensa Oficial - São Paulo  - 2005
- Pequena História do Imprensa Paulista, Editora, 2005